# Estadio Jocay
Das Estadio Municipal Jocay ist ein Fußballstadion in der ecuadorianischen Stadt Manta, Provinz Manabí. Es ist die Heimspielstätte der Fußballclubs Delfín Sporting Club, Manta FC und Juventud Italiana. Die Anlage bietet 22.000 Zuschauern Platz und wurde am 14. Januar 1962 eröffnet. Es ist das am weitesten westlich gelegene Stadion in Südamerika. 2013 wurde eine neue Tribüne im Süden mit 5000 Plätzen errichtet. Am 16. April 2016 wurde das Land und das Stadion von einem Erdbeben mit der Stärke 7,8 Mw erschüttert und beschädigt. 2019 wurden die Schäden beseitigt und eine Tribüne gebaut, die 2020 fertig wurde.